# Art Wall Jr.
Arthur Jonathan Wall Jr. dit Art Wall Jr., né le 25 novembre 1923 à Honesdale (États-Unis) et mort le 31 octobre 2001 à Scranton (États-Unis), est un golfeur professionnel américain.
Professionnel dans les années 1950, 1960 et 1970, il est l'un des meilleurs golfeurs de cette période et est désigné « joueur de l'année du circuit de la PGA » en 1959. Il compte trente-et-une victoires professionnelles dont quatorze sur le circuit de la PGA. Au sein de son palmarès, il compte le gain d'un tournoi majeur - le Masters en 1959. Il remporte également la Ryder Cup en 1959 et 1961.

## Palmarès

### Victoires professionnelles
| N° | Date       | Circuit principal | Tournoi     | Score           | Par | Marge  | Finaliste       |
| -- | ---------- | ----------------- | ----------- | --------------- | --- | ------ | --------------- |
| .  | 05/04/1959 | PGA               | The Masters | 73-74-71-66=284 | - 4 | 1 coup | Cary Middlecoff |